# Kálnó
Kálnó (szlovákul: Kalinovo) község Szlovákiában, a Besztercebányai kerületben, a Poltári járásban.

## Fekvése
Losonctól 8 km-re északkeletre fekszik.

## Története
Az egyházi feljegyzések szerint a falu plébániája már a 12. század második felében létezett. Első konkrét írásos említése 1279-ben történik. Az 1281 és 1375 között felvett pápai tizedjegyzékek is említik Kálnó falut. Borovszky Samu Nógrád megye leírásában megemlíti, hogy Kálnó az Ettre család ősi fészke. Csánki Dezső Magyarország történelmi földrajza a Hunyadyak korában című művében a faluról 1441-ben történik említés. 1548-ban Kálnó birtokosai Ettre Péter, Benedek és Bertalan voltak. Nem sokkal ezután a török támadta meg, égette fel és rabolta ki a falut. 1562-ben már a török igazgatása alá tartozott, ekkor 27 adózó portát írtak össze. 1598-ban újra az Ettre család birtoka. Az 1674-es vizitációban Kálnót, mint igen régi plébániát említik, Szent Anna templomát nagyon réginek mondják. Az 1770-es urbárium szerint Ettre Ferenc és Zsigmond tulajdona. Később Batta Imre, Györkey Pál, Gallen Sándor, Sebe Mihály és Macza Sámuel is a falu birtokosai. 1826-ban Ettre Károlynak és Antalnak van itt birtoka. Később a Blaskovics és Csernovics családok birtokait találjuk itt. Az Ettre család két kúriát épített a faluban. 1731-ben, 1866-ban és 1873-ban kolerajárványok pusztítottak, az utóbbinak több mint száz lakos esett áldozatul.
Vályi András szerint "KÁLNO. Kalinovo. Népes tót falu Nógrád Várm. földes Urai több Uraságok, lakosai katolikusok, de leg leg inkább lutheránusok, fekszik Berzenczéhez nem meszsze, melynek filiája, Ipoly vize mentében, határja jó, savanyú vizén kivűl, tsörgö patakjaiban, kivált Szlano vizében, tsukák, és menyhalak is vagynak, erdeje, réttye elég van, malma helyben, piatzozása 1 mértföldnyire Losontzon, és Gátson, ide tartoznak Etthre Lehota, és Kisfalud puszták is."
Fényes Elek szerint "Kálno, (Kalinovo), Nógrád m. tót falu, az Ipoly mellett: 102 kath., 708 evang., 6 zsidó lak. Derék uri lakházak. Határja nagy s meglehetős termékeny. A Szlana patakjában jóféle csukát, és menyhalat fogdos. F. u. az Ettre örökösök. Ut. p. Zelene."
A trianoni békeszerződésig Nógrád vármegye Losonci járásához tartozott.

## Népessége
| Év:            | 1994. | 2004.   | 2014.   | 2024.   |
| -------------- | ----- | ------- | ------- | ------- |
| Emberek száma: | 2288  | 2319    | 2188    | 2253    |
| Eltérés:       |       | +1,35 % | -5,64 % | +2,97 % |

| Év:            | 2023. | 2024.   |
| -------------- | ----- | ------- |
| Emberek száma: | 2233  | 2253    |
| Eltérés:       |       | +0,89 % |

1880-ban 822 lakosából 699 szlovák és 105 magyar anyanyelvű volt. Kálnógarábon 342 szlovák és 39 magyar anyanyelvű volt.
1910-ben 1015 lakosából 775 szlovák és 228 magyar anyanyelvű volt. Kálnógarábon 426 szlovák és 39 magyar anyanyelvű volt.
1991-ben 2277 lakosából 2257 szlovák és 7 magyar volt.
2001-ben 2344 lakosából 2298 szlovák, 13 magyar, 9 cseh, 6 cigány, 1-1 ruszin és horvát volt.
2011-ben 2236 lakosából 2112 szlovák és 16 magyar volt.

## Neves személyek
- Itt született 1955-ben Stanislav Radič szlovák moderátor, forgatókönyvíró, moderátor, humorista. Iveta Radičová egykori férje.
- Itt szolgált Andreades János evangélikus lelkész.

## Nevezetességei
- Evangélikus temploma a 13. század első felében épült. 1703 és 1711 között átépítették, majd 1781 és 1783 között kereszthajókkal bővítették. Barokk oltára 1744-ben. szószéke 1771-ben készült.

## Külső hivatkozások
- Hivatalos oldal
- Községinfó
- Kálnó Szlovákia térképén Archiválva 2006. február 22-i dátummal a Wayback Machine-ben
- A kálnói evangélikus egyházközség honlapja
- A kálnói evangélikus templom
- A Žiaromat üzem honlapja
- Kálnó története (szlovákul)
- E-obce.sk Archiválva 2008. szeptember 16-i dátummal a Wayback Machine-ben